# Monvalle
Monvalle – miejscowość i gmina we Włoszech, w regionie Lombardia, w prowincji Varese.
Według danych na rok 2004 gminę zamieszkiwało 1719 osób, 429,8 os./km².